# Communauté de communes Coteaux et Châteaux
La Communauté de communes Coteaux et Châteaux est une ancienne communauté de communes française, située dans le département de l'Hérault et la région Languedoc-Roussillon. Elle a été dissoute le 1er janvier 2013 à la suite de la mise en application de la réforme des collectivités territoriales et des décisions du conseil départemental de coopération intercommunale de l'Hérault. En effet, cette réforme a fait disparaître toutes les structures intercommunales de moins de 5 000, voire 10 000 habitants.

## Dissolution
La communauté de communes a été dissoute le 1er janvier 2013 pour fusionner avec deux autres communautés de communes limitrophes et former la nouvelle Communauté des communes des Avant-Monts du Centre Hérault.

## Composition
À sa dissolution, elle regroupait 8 communes:
| Nom de la commune | Pop 1999 | Superficie km² |
| ----------------- | -------- | -------------- |
| Fos               | 96       | 6,58           |
| Gabian            | 659      | 15,96          |
| Margon            | 244      | 4,47           |
| Montesquieu       | 47       | 14,47          |
| Neffiès           | 697      | 10.92          |
| Pouzolles         | 781      | 10,01          |
| Roujan            | 1486     | 17,02          |
| Vailhan           | 120      | 11,23          |
| Total             | 4130     | 90,66          |

## Compétences

### Compétences obligatoires
- Aménagement de l'espace.
- Développement économique.

### Compétences optionnelles
- Politique du logement et du cadre de vie (participation aux OPAH qui seront mises en place par le Pays Haut Languedoc et Vignobles).
- Création, aménagement et entretien de la voirie d'intérêt communautaire.

### Compétences facultatives
- Protection et mise en valeur de l'environnement.
- Domaine sanitaire et social.
- Intervention dans les communes.

## Organisation
| Nom de la commune | Pop 1999 | Nb de représentants |
| ----------------- | -------- | ------------------- |
| Fos               | 96       | 5                   |
| Gabian            | 659      | 7                   |
| Margon            | 244      | 5                   |
| Montesquieu       | 47       | 5                   |
| Neffiès           | 697      | 7                   |
| Pouzolles         | 781      | 7                   |
| Roujan            | 1486     | 7                   |
| Vailhan           | 120      | 5                   |

La Communauté a créé quatre commissions :
- Affaires Sociales
- Travaux
- Tourisme
- Aménagement de l'espace